# Andrea Viviano
Andrea Viviano   (Alessandria, 22 de juny de 1904 - Alessandria, desembre 1962) fou un futbolista italià, que jugava de defensa, que va competir durant la dècada de 1920.
A nivell de clubs va ser jugador de l'AC Voghera (1920-1921) i US Alessandria (1921-1928), amb qui guanyà la Copa CONI de 1927.
El 1928 va ser seleccionat per disputar els Jocs Olímpics d'Amsterdam, on l'equip italià guanyà la medalla de bronze en la competició de futbol, però no jugà cap partit per culpa d'una lesió de menisc patida pocs dies abans dels Jocs que l'obligà a retirar-se del futbol.